# Arthur William Buller
Pour les articles homonymes, voir Buller.
Sir Arthur William Buller (5 septembre 1808 - 30 avril 1869) est un député du Parti libéral britannique qui, au début de sa carrière, dirige une commission d'enquête sur la réforme de l'éducation dans le Bas-Canada.

## Jeunesse et éducation
Buller est né à Calcutta dans une importante famille de Cornouailles, fils de Charles Buller (1774–1848), député de West Looe, et de Barbara Isabella Kirkpatrick, fille du général William Kirkpatrick. Son frère aîné est le député Charles Buller. Il fait ses études à l'Université d'Édimbourg et au Trinity College de Cambridge, obtenant sa maîtrise en 1834, la même année où il est admis au barreau de Lincoln's Inn,.

## Carrière
Du 22 août au 2 novembre 1838, il est membre du Conseil spécial qui administre le Bas-Canada à la suite de la rébellion du Bas-Canada. Buller prépare également un rapport qui formule des recommandations sur les orientations futures de l'éducation dans la province. Bien que bon nombre de ses suggestions aient été mises en œuvre, deux éléments clés du rapport, encourageant l'utilisation de l'anglais plutôt que le français et mettant l'accent sur l'éducation religieuse chrétienne générique plutôt que catholique romaine, rencontrent une forte opposition.
Après avoir quitté l'Amérique du Nord, Buller est procureur de la Couronne à Ceylan de 1840 à 1848. Il est ensuite juge à la Cour suprême de Calcutta en Inde de 1848 à 1858.
Il est député de Devonport de 1859 à 1865 et de Liskeard de 1865 jusqu'à sa mort en 1869.